# Drosophila phalerata
Drosophila phalerata é uma espécie de mosca da fruta. Foi originalmente descrita por Meigen em 1830.